# Tightrope
Tightrope är en amerikansk thriller från 1984 i regi av Richard Tuggle. Clint Eastwood spelar detektiven Wes Block som undersöker en rad sexrelaterade mord i New Orleans.

## Rollista
| Clint Eastwood    | – Wes Block        |
| Geneviève Bujold  | – Beryl Thibodeaux |
| Dan Hedaya        | – Det. Molinari    |
| Alison Eastwood   | – Amanda Block     |
| Jenny Beck        | – Penny Block      |
| Marco St. John    | – Leander Rolfe    |
| Rebecca Perle     | – Becky Jacklin    |
| Regina Richardson | – Sarita           |
| Randi Brooks      | – Jamie Cory       |
| Jamie Rose        | – Melanie Silber   |
| Margaret Howell   | – Judy Harper      |